# Ipochus fasciatus
Ipochus fasciatus är en skalbaggsart som beskrevs av Leconte 1852. Ipochus fasciatus ingår i släktet Ipochus och familjen långhorningar. Inga underarter finns listade i Catalogue of Life.